# ジクエク・アフターピンク
『ジクエク・アフターピンク（じくえく・アフターピンク）』は、MBCラジオが放送しているラジオ番組「Music Express金曜日」のスピンオフ番組である。

## 概要
- ZIKUがメインパーソナリティーを務めているMBCラジオの番組「Music Express金曜日(ここからは略称の『ジクエク』と表記)」の番外編として放送されている。
- 元々はジクエクの前身番組にあたる「Precious Music金曜日(略称『金プレ』)」の本放送終了後に約30分間、Ustreamにて「金プレ・アフターピンク」という本放送の反省会も兼ねた生放送が行われていた。しかし、2015年3月に金プレが終了したとともにMBCの方針で夜ワイドはUstreamから撤退したため、「このままでは新番組が開始した後もアフターピンクを放送することが出来ない」ということで当番組の放送が始まり、現在に至る。
- 当初は事前に収録[1]されたものが番組公式サイトとiTunesにて配信されていた。しかし2015年8月15日より、毎週土曜日の午前2:00からUstreamにて配信用の録音も兼ねた生放送が行われるようになった。さらに2016年4月29日からUstreamに代わってshowroomにて配信されるようになったが、上手く配信されないなどの不具合が相次いで発生したことに業を煮やしたため、7月22日からネットラジオ配信サイト「ねとらじ」上で生放送を行うようになり、現在に至る。生放送及び収録は主に鹿児島市内にあるZIKUの自宅にて行われている。
- Ustreamでの生放送開始当初は毎週土曜日の午前2:00スタートだったが、ZIKU自身がセッティングに慣れてきたという理由で2015年11月から1時間繰り上がって1:00スタートとなった。
- 本編とは違って公共の電波で流れていないのをいいことに、常に下ネタが乱発している。
- 学生はもちろんのことながら会社員、鉄道やバスの運転士、ナース、プロ野球チームの監督、現役アイドルなどリスナーの職業が幅広いのが特徴である。
- 生放送が開始された頃から、本番中にも関わらずおつまみやビールを摂取しながら番組を進行するようになった。ちなみに、おつまみについては何故かセブンイレブンの商品が多い。
- この番組のコーナーに投稿するネタに必ずSKE48の高柳明音を登場させるリスナーがいる。

## 出演者

### メインパーソナリティ
- ZIKU

### 主なゲスト
- 亀之子エレクト
  - 梅ごのみ
ゲストと言っておきながらほぼ毎週出演している。
普段は営業の仕事をしているという。
  - 大佐
亀之子エレクトのドラムを担当していたが、現在は脱退したらしい。
ちなみに本職はトラック運転手である。
  - ぐっさん
- DJYN
- 著名人
  - 小倉唯
  - 寺田心
不定期で生出演(？)することがある。
- ジクナー
ジクナーとは「ジクエクリスナー」を略したもの。スタジオに登場するだけでなく、番組と連動しているタイムラインにて何かしらのツッコミを入れたり、お便りやコーナーへのネタを投稿するという形で当番組に参加している。
下部に表記されている名前は実際に出演経験がある者。
  - ようすけ
  - 蟻さん

## 主なコーナー
- テーマメール

ZIKUが発表するテーマに関して、リスナーから寄せられたメールを読み上げる。
- 人間浪漫奇行

リスナーが思う奇怪な行動や文章を考えてもらうコーナーであり、投稿数が圧倒的に多いことから毎週行われている。一時期、何故か「チンコを取り外すコーナー」化しつつあった。
2017年8月から諸事情により休止していたが、同年11月より再開。

- ジクナーかるたを作ろう

毎週１つの文字(50音)で始まるカルタをジクナーに考えてもらう。最終的にはジクエクオリジナルかるたを完成させるのが目標。
- 夜の大喜利

先週のジクエクで出した大栗のお題を、もう一度出しその答えをジクナーに考えてもらう。
ねとらじで放送するため下ネタはあり。

## 過去に放送されていたコーナー
- むっちゃんの野望

地上最強のタレントであり、この世の理（ことわり）そのものでもある覇王「むっちゃん」の言動を投稿してもらうコーナー。台詞やエピソードでも可能。
あくまでこのコーナーは「むっちゃん」の愛称で親しまれているMBCタレントの猪俣睦彦とは無関係としている。
- 混ぜるな危険

既存の作品や実在の人物などを混ぜ合わせて新しい世界観を作る。
- ヘタコキスイッチ

既存のアニメ、漫画、ドラマ、映画のストーリーの分岐点をスイッチして、違うストーリーを展開させる。
- この気持ち解るか

他人に伝わらない辛い気持ちを「あるある」や「空想ネタ」等で表現してもらうコーナー。
- ご起源よう

世の中に存在している物には完成までにちょっとしたストーリーがあるが、そのストーリーがどのような内容かを考えてもらうコーナー。投稿数があまりにも少なかったためすぐに終了。
- 知ったかアニメでGo!Go!

この世に実在しないアニメを存在してたかのように解説してもらうコーナー。
- ピンクの日記帳

誰かの日記をその人になりきったつもりで書くコーナー。
- 私立ジクエク学園初等部校則

空想上の教育機関である「ジクエク学園初等部」の校則と、なぜその校則が必要なのか理由も添えて考案してもらう。
- ZIKUおこ

あの温厚な(?)ZIKUがなぜ怒ったのかを考えるコーナー。
- ちちんぷいぷいやで！

MBCテレビにて毎日放送制作の昼ワイド番組「ちちんぷいぷい」が放送されることになったのがきっかけで誕生したコーナー。「◯◯やなくて、ちちんぷいぷいやで！」の◯◯の部分を埋めるコーナー。
- きっと、きっと、

既存のアニメや映画の作品を用い、「～だから、きっと～だろう」と勝手に自己流で完結させてもらう。
- ウソペディア

嘘の百科事典を作るコーナー。
- トリセツ

「有名人の取扱説明書」を作るコーナー。

## 歴代番組オリジナルTシャツ獲得者
ジクエクでは本編とアフターピンク共に、面白いと判断されたお便りやネタを送ってくれたリスナーに対して座布団を進呈するシステムを設けており、10枚貯まると商品として番組オリジナルTシャツがプレゼントされる。ただし、アフターピンクを聴いていないリスナーとの不平等を防ぐ目的で10枚目は本編でしか進呈されないことになっている。
- 1代目：子猫のナース♂カテーテル職人
- 2代目：初代パンツ被り黒帯師範代ショウレンジャー
- 3代目：れんとおにいさん
- 4代目：ヘンゼルとGLAYテル
- 5代目：単純明快
- 6代目：子猫のナース♂カテーテル職人(2度目)
- 7代目：団地妻(女性初)

## 当番組で読まれた事のある著名人
50音順(敬称略)、本物かどうかは不明である事をご承知いただきたい。
●は故人。
- 青柳俊彦(九州旅客鉄道代表取締役社長)
- 生島ヒロシ
- 育乃介(俳優、永六輔の孫)
- 生駒里奈(乃木坂46メンバー)
- 永六輔●
- 小倉唯(声優)
- 亀山千広(フジテレビ前代表取締役社長)
- 川藤幸三(元プロ野球選手、解説者)
- 休日課長(ゲスの極み乙女・ベース担当)
- サラ・カサノバ(日本マクドナルド代表取締役社長兼CEO)
- 白井健三(体操選手)
- 白石麻衣(乃木坂46メンバー、ファッションモデル)
- 鈴木亮平(俳優)
- 関口メンディー(芸人・EXILE、GENERATIONSメンバー)
- 高島宗一郎(第36代福岡市長、元九州朝日放送アナウンサー)
- 高柳明音(SKE48チームKⅡメンバー)
- 中畑清(プロ野球横浜DeNAベイスターズ前監督)
- 新田恵海(声優)
- 秦基博
- 福山雅治
- ペ・ヨンジュン
- 松井玲奈(SKE48、乃木坂46元メンバー)[2]
- 松坂大輔(プロ野球福岡ソフトバンクホークス投手)
- 宮脇咲良(HKT48チームKⅣメンバー)
- 山本太郎(芸人、参議院議員)
- 横見浩彦(電車に乗ってはロングシートは旅情が無いなど色々と愚痴をこぼしている人)
- 横山由依(AKB48チームAキャプテン兼グループ総監督)